# Nenad Gračan
Nenad Gračan (Rijeka, 23 de janeiro de 1962) é um treinador e ex-futebolista profissional croata, que atuou pela ex-Iugoslávia, medalhista olímpico.

## Carreira
Nenad Gračan pela Seleção Iugoslava de Futebol, jogou as Jogos Olímpicos de Verão de 1984.